# Hoštka (nádraží)
Hoštka je železniční stanice ve stejnojmenném městě v okrese Litoměřice v Ústeckém kraji poblíž řeky Labe. Nachází se na severozápadním okraji města. Leží v km 392,172 mezi stanicemi Štětí a Polepy na trati Lysá nad Labem – Ústí nad Labem, která je elektrizovaná soustavou 3 kV DC.

## Historie
Stanice byla vybudována jakožto součást Rakouské severozápadní dráhy (ÖNWB) spojující Vídeň a Berlín, autorem univerzalizované podoby stanic pro celou dráhu byl architekt Carl Schlimp. Dne 1. ledna 1874 byl s nádražím ve Hoštce uveden do provozu celý nový úsek trasy z Lysé do stanice Ústí nad Labem-Střekov. Původní název Gastorf byl využíván do roku 1918 a v období 1938–1945. V meziválečném období a znovu po roce 1945 nesla stanice název Hoštka.
Roku 1909 byl zdvoukolejněn úsek Lysá nad Labem – Mělník, kompletní druhá kolej byla mezi Kolínem a Děčínem dokončena během první světové války, zejména s pracovním nasazením ruských a též polských a italských válečných zajatců. Elektrický provoz byl ve stanici zahájen v roce 1958.
Ve 20. století prošla stanice částečnou přestavbou, včetně výměny oken. Opětovná rekonstrukce byla dokončena roku 2021.

## Popis
Nacházejí se zde čtyři vnitřní jednostranná vnitřní zvýšená nástupiště (u všech dopravních kolejí), k příchodu na nástupiště slouží snížené přechody přes koleje. Stanice je vybavena reléovým zabezpečovacím zařízením typu AŽD 71 s tlačítkovou volbou, které ovládá místně výpravčí z dopravní kanceláře.
V blízkosti stanice v km 391,291 je úrovňový železniční přejezd P2949 vybavený přejezdovým zabezpečovacím zařízením se závorami, kde trať kříží místní komunikace a v km 391,555 je úrovňový železniční přejezd P2950 vybavený přejezdovým zabezpečovacím zařízením se závorami, kde trať kříží silnice III/26117.